# Francisco Rodrigo

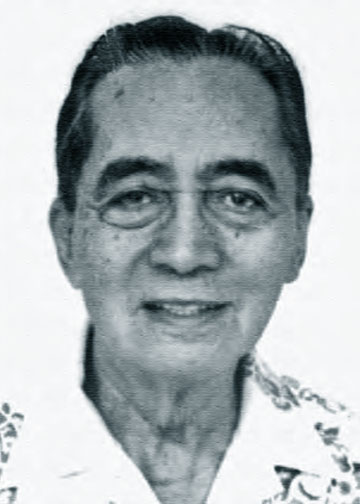
Francisco Rodrigo

Francisco "Soc" Rodrigo (Bulacan, 29 januari 1914 – 4 januari 1998) was een Filipijns advocaat, schrijver en politicus. Rodrigo was van 1955 tot 1967 lid van de Filipijns Senaat. Rodrigo schreef naast propagandastukken tijdens Tweede Wereldoorlog ook gedichten en toneelstukken. Zijn meest geprezen toneelstuk was 'Sa Pula, Sa Puti'.

## Carrière
Rodrigo behaalde een Bachelor of Arts-diploma aan de Atenao de Manila en een Bachelor of Science pedagogie aan de University of Santo Tomas. Daarna studeerde hij rechten aan de University of the Philippines, waar hij in 1938 zijn Bachelor-diploma behaalde.
Na het behalen van zijn toelatingsexamen voor de Filipijnse balie (bar exam) trad hij in dienst van het advocatenkantoor van Francisco Delgado en Lorenzo Tañada. Samen met Tañada schreef hij in die tijd 'Philippine Modern Legal Forms' en 'Handbook on the Rules of Court'. 
Bij de verkiezingen van 1955 werd Rodrigo namens de Nacionalista Party van president Ramon Magsaysay gekozen als lid van de Filipijnse Senaat. In 1961 werd hij herkozen, ditmaal als kandidaat van de Liberal Party. Een poging om voor de derde keer op rij te worden gekozen bij de verkiezingen van 1967 mislukte
In september 1972 kondigde president Ferdinand Marcos de staat van beleg af. Daarop werden vele tegenstanders en oppositieleden, waaronder Rodrigo, gearresteerd en gevangengezet. Rodrigo werd na drie maanden weer vrijgelaten, maar zou in 1978 en 1982, wanwege het schrijven van anti-Marcos gedichten, opnieuw worden gearresteerd.
Na de val van Marcos tijdens de EDSA-revolutie werd oppositiekandidaat Corazon Aquino geïnstalleerd als nieuwe president. De regering Aquino stelde na verloop van tijd een Commissie samen die een nieuwe grondwet dienden te ontwerpen. Rodrigo was een van de mensen die Aquino vroeg om in de Commissie plaats te nemen. De nieuwe grondwet zou in 1987 worden geratificeerd.
Na zijn werk als commissielid, trok hij zich terug uit het publieke leven. Hij overleed op 4 januari 1998, een kleine maand voor zijn 84-jarige verjaardag.